# Loužek (Cheb)
Loužek (deutsch Au, tschechisch ehemals Ava) ist eine Siedlung der Stadt Cheb (Eger) im Okres Cheb (Bezirk Cheb).

## Lage
Der Ort im Egerland liegt rund 4 km nordöstlich von Cheb und rund 10 km vom südlichsten Punkt Sachsens in der Gemeinde Bad Brambach entfernt. Die Gemarkung mit einer Größe von 2,66 km² nahe der Straße von Eger nach Falkenau an der Eger und Karlsbad. Die Eger fließt rund 500 m nördlich der Ortslage.

## Geschichte
Au wurde erstmals 1290 schriftlich erwähnt. Aufgrund der Nähe zu Eger ergibt sich eine lange Verwaltungszugehörigkeit dorthin, bspw. zum Gerichtsbezirk Eger in der Tschechoslowakei. 2011 lebten im Ort 26 Personen.
| Jahr      | 1869 | 1880 | 1890 | 1900 | 1910 | 1921 | 1930 | 1950 | 1961 | 1970 | 1980 | 1991 | 2001 | 2011 |
| --------- | ---- | ---- | ---- | ---- | ---- | ---- | ---- | ---- | ---- | ---- | ---- | ---- | ---- | ---- |
| Einwohner | 111  | 116  | 107  | 104  | 114  | 91   | 82   | 50   | 77   | 56   | 41   | 26   | 34   | 26   |
| Häuser    | 16   | 16   | 16   | 16   | 16   | 14   | 14   | 8    | 8    | 10   | 8    | 5    | 9    | 12   |

## Belege
1. ↑  STATISTICKÝ LEXIKON OBCÍ ČESKÉ REPUBLIKY 2013 Podle správního rozdělení k 1.1. 2013 a výsledků sčítání lidu, domů a bytů k 26. březnu 2011 Zpracoval Český statistický úřad ve spolupráci s Ministerstvem vnitra ČR. 1. Januar 2013, S. 265, abgerufen am 19. März 2024 (tschechisch).
2. ↑  https://www.czso.cz/documents/10180/20537734/130084150411.pdf/